# Villa Romana do Alto do Cidreira
A Villa Romana do Alto do Cidreira, no Carrascal de Alvide, freguesia de Alcabideche, no município de Cascais, é um sítio arqueológico que alberga restos de uma villa romana e complexo termal anexo identificada no século XIX por Francisco de Paula e Oliveira. Outros achados incluem um aqueduto e necrópole romanas e silos medievais, bem como vestígios de cerâmica do Calcolítico final e Bronze inicial. O sítio implanta-se numa zona de cota elevada e urbanizada, junto ao marco geodésico homónimo, tendo algumas habitações sido construídas sobre a área arqueológica.
Conhecido desde o século XIX, o local encontra-se classificado como Imóvel de Interesse Público desde 1992.

## História
A área arqueológica do Alto do Cidreira foi identificado pela primeira vez nos finais de 1890 pelo geólogo Francisco de Paula e Oliveira, que descobriu «duas ou três casas enterradas» numa área repleta de materiais de construção, o que lhe indicou a existência de «uma numerosa população que aí habitou outrora», que havia deixado “um fragmento de pedra inscrita e diversos fragmentos de mosaico romano”. O sítio volta a ser explorado em 1915, graças a Félix Alves Pereira, que dá notícia de que ali haviam sido realizadas «explorações» por Caetano da Silva Luz, Visconde de Coruche. Nas suas sondagens, Félix Alves Pereira verificou que o terreno tinha sido afetado por trabalhos agrícolas, tendo no entanto conseguido identificar algumas estruturas, nomeadamente três tanques revestidos a opus signinum que acabariam por ser destruídos nos anos sessenta pela construção de uma moradia.
É apenas nas décadas de 70 e 80 do século XX que se procede a uma investigação profunda do local pela mão dos arqueólogos Guilherme Cardoso e José d'Encarnação, que possibilitam a identificação da maioria das estruturas habitacionais e termais da villa, bem como do seu espólio.